# Alice Springs
Alice Springs (az őslakók nyelvén Mparntwe, népszerű neve The Alice vagy egyszerűen Alice) város Ausztrália közepén, az Északi terület territóriumban, a MacDonnell-hegység mentén. A város igen gyér népességű területen fekszik az ausztrál sivatag, az Outback területén. Lakossága 24 ezer fő volt 2011-ben. 
A település elődjét 1872-ben az országot átszelő távíróvezeték, az Overland Telegraph jeltovábbító állomásaként hozták létre. Napjainkban jelentős központtá fejlődött a szarvasmarha-tenyésztés, az ásványi anyagok (földgáz, kőolaj, arany, cink, réz) bányászata, a katonai bázis, valamint a turizmus révén.

## Földrajz

### A város fekvése
Alice Springs szinte pontosan az ausztrál kontinens közepén fekszik, igen meleg, sivatagias éghajlatú területen. A várostól keletre és nyugatra húzódnak a MacDonnell-hegység 900 méter körüli vonulatai, maga a város egy lankásabb területen van, 570 méter körüli magasságban. Közvetlenül a város széle mentén húzódik a hegység egy keskeny, hosszú gerince. A városnak két folyója van. Egyikük az Eyre-tó felé tartó Todd River, a másik az ebbe beleömlő, néhány kilométer hosszú Charles River. Mindkettő medre többnyire teljesen kiszáradt, de esőzések idején a sivatagi vízfolyásokra jellemző módon igen gyorsan és erősen kiáradhatnak. A Todd medrében található néhány állandóan vízzel telt mélyedés (waterhole), egy ilyen mellé telepítették az egykori távíróállomást, amelyből a későbbi város kifejlődött. A folyó déli irányban áttöri a hegygerincet (Heavitree Gap), ezen az áttörésen megy keresztül az út és vasút is.

### Éghajlata
| Hónap                         | Jan. | Feb. | Már. | Ápr. | Máj. | Jún. | Júl. | Aug. | Szep. | Okt. | Nov. | Dec. | Év   |
| ----------------------------- | ---- | ---- | ---- | ---- | ---- | ---- | ---- | ---- | ----- | ---- | ---- | ---- | ---- |
| Átlagos max. hőmérséklet (°C) | 36,4 | 35,0 | 32,6 | 28,2 | 23,0 | 20,0 | 19,7 | 22,6 | 27,2  | 31,0 | 33,6 | 35,4 | 28,7 |
| Átlagos min. hőmérséklet (°C) | 21,5 | 20,7 | 17,5 | 12,6 | 8,2  | 5,0  | 4,1  | 6,0  | 10,3  | 14,8 | 17,8 | 20,2 | 13,2 |
| Átl. csapadékmennyiség (mm)   | 39   | 44   | 32   | 16   | 19   | 14   | 15   | 9    | 8     | 22   | 29   | 37   | 284  |
| Forrás:                       |      |      |      |      |      |      |      |      |       |      |      |      |      |

## A város története

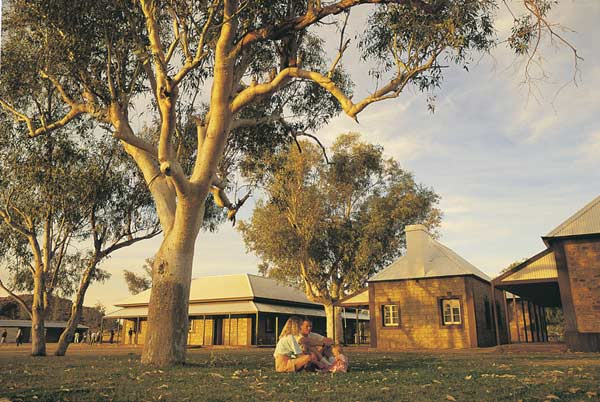
a régi távíróállomás, a későbbi város első épületeivel

A sivatagos környék 50 000 éve lakott, három aboriginal nép által. Ausztrália belső vidéke teljesen ismeretlen volt az európaiak számára, egészen a 19. század közepéig. Az első expedíciókat John McDouall Stuart, skót felfedező vezette. Hat útja során mind messzebbre jutott, majd az őslakók évezredes ösvényeit követve európaiként elsőnek jutott át a sivatagon Adelaide városától Darwinig. Útja során pontos térképet készített, a sivatagban nélkülözhetetlen vízlelőhelyek feltüntetésével.
Térképe alapján kezdték el a nagy ausztrál távíróvezeték, az Overland Telegraph felépítését Adelaide felől Darwin, közvetve India és Európa felé. 
Az akkori technika mellett a vonal teljes hosszában, mintegy 200 kilométerenként állandó személyzettel ellátott jelismétlő állomásokat kellett létesíteni. 1871. március 11-én egy víznyerő helyet találtak az épülő nyomvonal mentén, melyet a távírótársaság főnökének a feleségéról neveztek el, így lett a forrás neve Alice Springs. Az állandó víznyerő hely mellett épült fel a távíróvonal állomása. A személyzetet tevekaravánokkal látták el.
1888-ban aranyat találtak a környéken, szerencsevadászok százai érkeztek. Városuk 3 kilométerre épült fel a távíróállomástól, melynek neve a skót felfedező után Stuart lett. A környék csak több hetes, veszélyes utazással volt megközelíthető a vasút felépítéséig.
A Port Augusta felől a sivatagba tartó vonal felépítése már a 19. század utolsó harmadában megkezdődött, de a vonal évtizedekig véget ért Oodnadatta településen. Onnan még hosszú és veszélyes karavánút vezetett Stuart felé. A vasút 1929-re érte el az akkor már csak 40 európai által lakott települést, majd újabb évtizedekig itt volt a végállomása. Darwin felé csak földút vezetett a városból. A vasút által lassú fellendülés következett be. Posta, kormányzati épület, kisebb kórház, áramellátó generátor létesült. A város új neve 1933-tól Alice Springs lett, a lélekszám ekkor 950 fő.
A következő nagy fellendülés a 2. világháború alatt történt, mikor nagy létszámú csapatot állomásoztattak a japánok által el nem érhető területen. Repülőtér, új vasútállomás, vízellátó rendszer, a réginél sokkal nagyobb generátor épült. A háború után részint a vasútnak, a gépjárműveknek és a repülőtérnek köszönhetően folyamatos lett a fejlődés. Az 1950-es háromezerről 1980-ra húszezerre nőtt a népesség. A régi vasútvonal helyett új, biztonságos, gyors pálya létesült, valamint az 1980-as években befejeződött az országút aszfaltburkolattal való ellátása. A jóval könnyebb megközelíthetőség által fellendült a turistaforgalom is.
Alice Springs mára közlekedési csomópont a sivatag felé, bevásárló és kulturális központ a környéken lakók számára, gazdasági- és turistacentrum, a sivatag „fővárosa”.

## Népesség
Az 1929-es 40 főről mára 23 000 körülire nőtt a város népessége. Mintegy 70 százalékuk európai származású ausztrál, 10 százalék őslakos. 2000 fő körüli az USA állampolgár, egy részük a katonai bázis és a műholdkövető állomás személyzete és azok családja. A  fennmaradó népesség ázsiai származású, főként kínai, vietnámi, indiai, thaiföldi.

## Közlekedés

### Közút
A közlekedés alapját az igen nagy távolságok és kis népesség miatt a személyautó és terepjáró jelenti.
A várost egyetlen szilárd burkolatú úton lehet elérni, ez a Stuart Highway, amely átszeli az országot Darwintól egészen a déli partvidéken levő Port Augustáig. A legközelebbi városias település északi irányban Tennant Creek, dél felé Coober Pedy és Port Augusta, mindhárom több száz kilométer távolságban. A legközelebbi nagyváros északi irányban Darwin, dél felé Adelaide, mindkettő kb. 1500 kilométer távolságban. Mindkét irányban naponta járnak távolsági buszok.
A városból indul nyugat felé a Larapinta Drive, mely első részében aszfaltút, de földút szakasza is van. Ezen az úton lehet megközelíteni a Gosses Bluff-krátert, mely egy igen jelentős meteoritkráter, valamint a Kings Canyont és az Ulurut, mely Ausztrália egyik legszebb természeti nevezetessége. Kelet felé indul a Ross Highway, mely első szakaszán aszfaltút, később nehezen járható, kisebb jelentőségű helyekre vivő földút.
A várostól északra mintegy 20 kilométer után kezdődik a nyugati irányba, Halls Creek és a Wolfe Creek-kráter meteoritkráter felé induló, igen hosszú és nehéz Tanami Road.

### Helyi közlekedés
A helyi közlekedést öt buszjárat szolgálja. A buszok hétköznap is csak reggel 7 és délután f6 között járnak, körülbelül óránként, de van, amelyik még ritkábban. Szombaton f2 fele indul az utolsó busz, vasárnap egyáltalán nem járnak. Az állami busztársaság több féle jegyet kínál, a legegyszerűbb jegy 2014-ben 3 ausztrál dollárért 3 óra kötetlen buszhasználatra jogosít, de van ennél kedvezőbb  napi, heti és 10-es tömbjegy is.
Taxi éjjel-nappal igénybevehető, a nálunk megszokottnál magasabb áron.

### Vasút

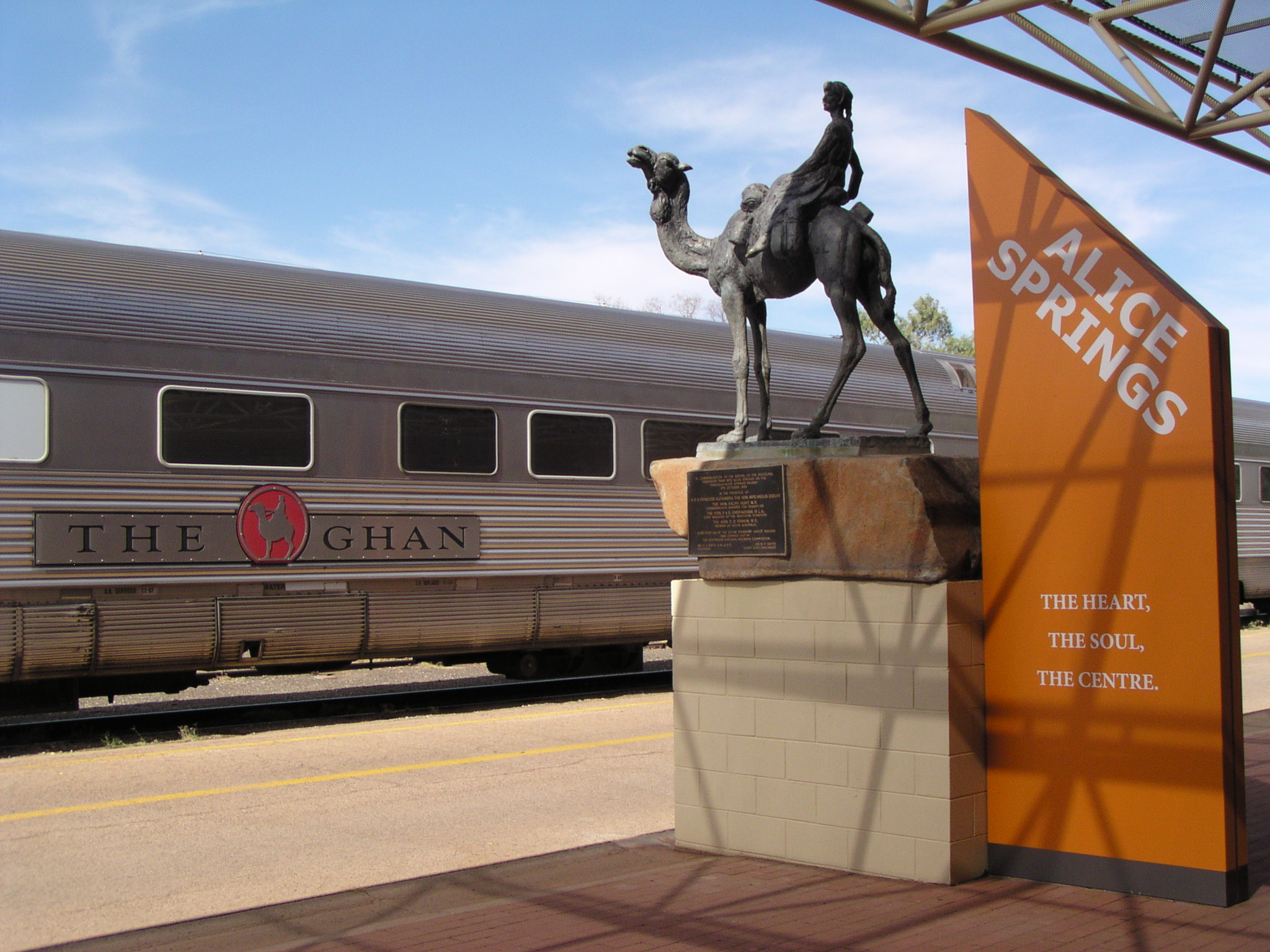
A vasútállomás a teveszoborral és a The Ghan vonattal

A várost átszelő egyetlen vasútvonal Adelaide és Darwin között húzódik. Egyrészt a világ leghosszabb észak-déli irányú vonala, másrészt a világ talán leghosszabb ideig épült vasútja, 126 év alatt épült fel teljes hosszában.
1929-ig a várost kizárólag gyenge minőségű földúton, karavánösvényeken lehetett elérni, abban az évben nyitották meg az addig csak Port Augusta és Oodnadatta között járó vasútvonal Alice Springs-ig tartó szakaszát. 1929 és 1980 között ezen a keskenyvágányú, lassú pályán zajlott a forgalom. Eleinte gőzmozdonyokat, majd dieselmozdonyokat alkalmaztak, az utazás több mint két napig tartott, olykor nehezen elviselhető körülmények közepette. 1980-ban átadták a teljesen más pályán járó új vonalat, ezzel párhuzamosan megszüntették a forgalmat a teljes régi vonalon. A régi pálya mentén húzódó kis települések hanyatlani kezdtek, sok közülük elhagyott kísértetvárossá lett.
2004-ben készült el az Alice Springs és Darwin közötti szakasz, ezzel 126 év után teljessé vált a transzkontinentális vasút. Noha jelentős teherforgalmat bonyolít le, a személyforgalom csekély. A főként turistákat szállító The Ghan főidényben hetente kétszer, máskor hetente egyszer jár Adelaide és Darwin között. A vasútállomáson látható a vasút előtti idők tevekaravánjainak tisztelgő teveszobor, a város egyik jelképe.

### Légi közlekedés
A városnak nagy gépek fogadására is alkalmas repülőtere van, menetrendszerű járatokkal. A repülőtér a városközponttól délre, mintegy 13 kilométerre fekszik. A 2. világháború alatt épült, eleinte kizárólag katonai célra. A várostól való 7 mérföldnyi távolsága miatt régebben „hétmérföldes repülőtérnek” (Seven mile aerodrome) nevezték. Két kifutópályája van, ebből az egyik képes a nagy gépek fogadására, a kisebbik régi fogadja a magán- és sportgépeket, légitaxikat.
Közvetlenül a repülőtér mellett látható egy harmadik, kifutópályára emlékeztető aszfaltsáv, de az gyorsulási autóversenyekre épített pálya. A repülőtérről a várost repülőtéri buszokkal is el lehet érni. Naponta közlekednek repülők Sydney, Melbourne, Adelaide, Perth, Cairns, Darwin és az Uluru felé. Hetente két járat közlekedik Brisbane felé. Menetrendszerű nemzetközi forgalom nincs, de különgépeket fogadnak.

## Katonai jelentősége

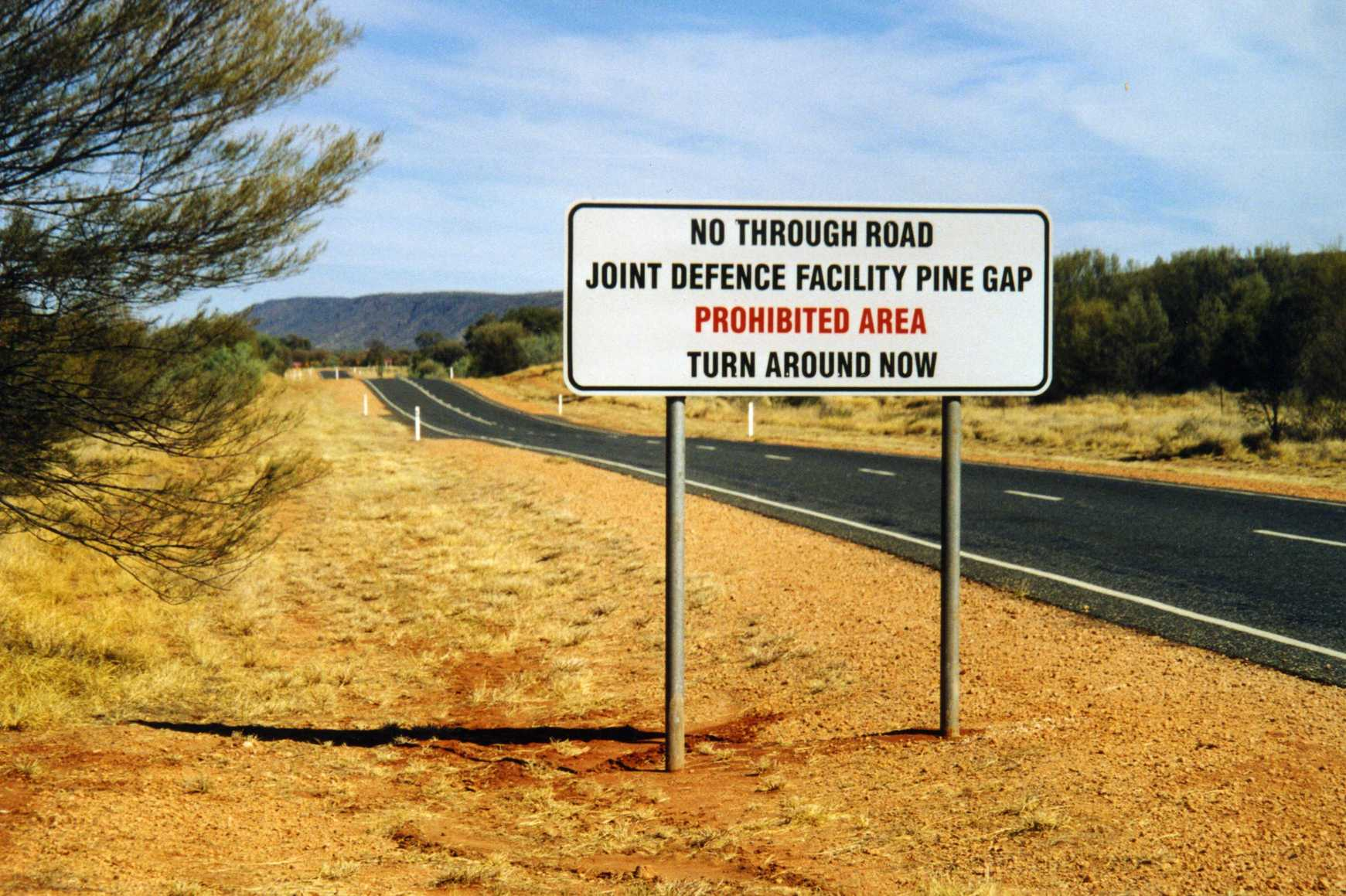
A Pine Gap-i zárt övezet határa

A 2. világháború alatt mintegy 8000 katonát állomásoztattak folyamatosan a városban, az átmenetileg ott tartózkodók száma mintegy 200.000 volt. Ennek oka, hogy a környék teljesen biztonságos volt egy esetleges japán támadás során, a japán repülők semmiképpen nem juthattak el eddig.
A háború után a katonák többsége távozott, de később egy ausztrál–amerikai katonai jellegű műholdkövető bázis viszont a területre költözött, ennek neve Pine Gap, a várostól 19 kilométerre délnyugatra található. 700 dolgozójával a város egyik legnagyobb munkaadója.

## Látnivalók

### A városban és közvetlen környékén
Alice Springs városiasodása alig pár évtizede kezdődött, ennek megfelelően egy kisebb, modern, alacsony építésü belső zónát, valamint elhúzódó kertvárosokat tartalmaz. Európai értelemben vett óváros nem található, egy sétálóutca van, a Todd Street.
Építészeti emlék éppen a rövid múlt miatt csak néhány van, ezek java része múzeum. Ilyen többek között a távíróállomás, ami a legelső épület volt, az egykori börtön, a régi bíróság.
A nagy távolságok miatt a város elképzelhetetlen a modern közlekedési eszközök nélkül, ezeknek állít emléket a vasúti, a közúti és a légimúzeum. Ausztrália addig igen nehézkes egészségügyi helyzetén javított John Flynn tiszteletes, amikor megalapította a légidoktor szolgálatot. A szervezet országos központja a városban van, a fontos látványosságok egyike. John Flynn sírja nemzeti emlékhely.
A város hegyes-sivatagos, kietlennek tetsző tájon fekszik, ennek ellenére sok természeti látványosságot található, főleg a város környékén. Magában a városban természeti érdekesség a Todd folyó teljesen kiszáradt medre, a Heavitree Gap, ahonnan kilátás nyílik a városra, az Anzac Hill, szintén kilátóhely és emlékmű.
Kulturális érdekességként több múzeum és művészeti központ, botanikus kert, hang és fényszínház és műsoros kaszinó is található. A városban több, különféle árszintű szálloda és olcsóbb szálláshely, szintén több bevásárlóközpont, étterem, pub, gyorsbüfé, valamint egy mozi működik.
A legfontosabb látnivalók listája:
- Heavitree Gap, a Todd River, mellette az út és a vasút áttörése a város melletti sziklavonulaton, a tetejéről a városra nyíló kilátással.
- Anzac Hill, kilátóhely és első világháborús emlékmű a város közepén
- A Todd River és a Charles River, a város többnyire kiszáradt folyói
- A vasútállomás a teve szoborral
- Alice Springs Desert Park, botanikus kert és geológiai park
- A régi távíróállomás, történelmi emlékhely és múzeum
- Olive Pink park és botanikus kert
- Stuart Town Gaol, börtönmúzeum
- Royal Flying Doctor Service, az ausztrál légidoktor szolgálat központja, részben légimúzeum
- John Flynn emléktemplom a belvárosban
- John Flynn's Grave Historic Reserve, a légiszolgálat alapítójának sírja, nemzeti emlékhely, 7 kilométerre a várostól
- Old Ghan Heritage Railway and Museum, a régi vasút egykor állomásán kialakított vasútmúzeum, valamit a pálya egy szakaszán járó múzeumvasút
- National Road Transport Hall of Fame, közúti közlekedési múzeum
- Adelaide House Museum, a város egyik legrégebbi háza, benne múzeum
- Museum of Central Australia, elsősorban természettudományi múzeum
- Tangentyere Artists, aboriginal művészeti központ
- Central Australian Aviation Museum, légimúzeum
- Sounds of Starlight Theatre, hang- és fényszínház
- Fred McKay Museum, leginkább faluház, egy régi, berendezett ház
- National Pioneer Womens Hall of Fame
- Lasseters Hotel Casino, szálloda, valamint szórakoztató műsoros kaszinó

### Távolabbi nevezetességek

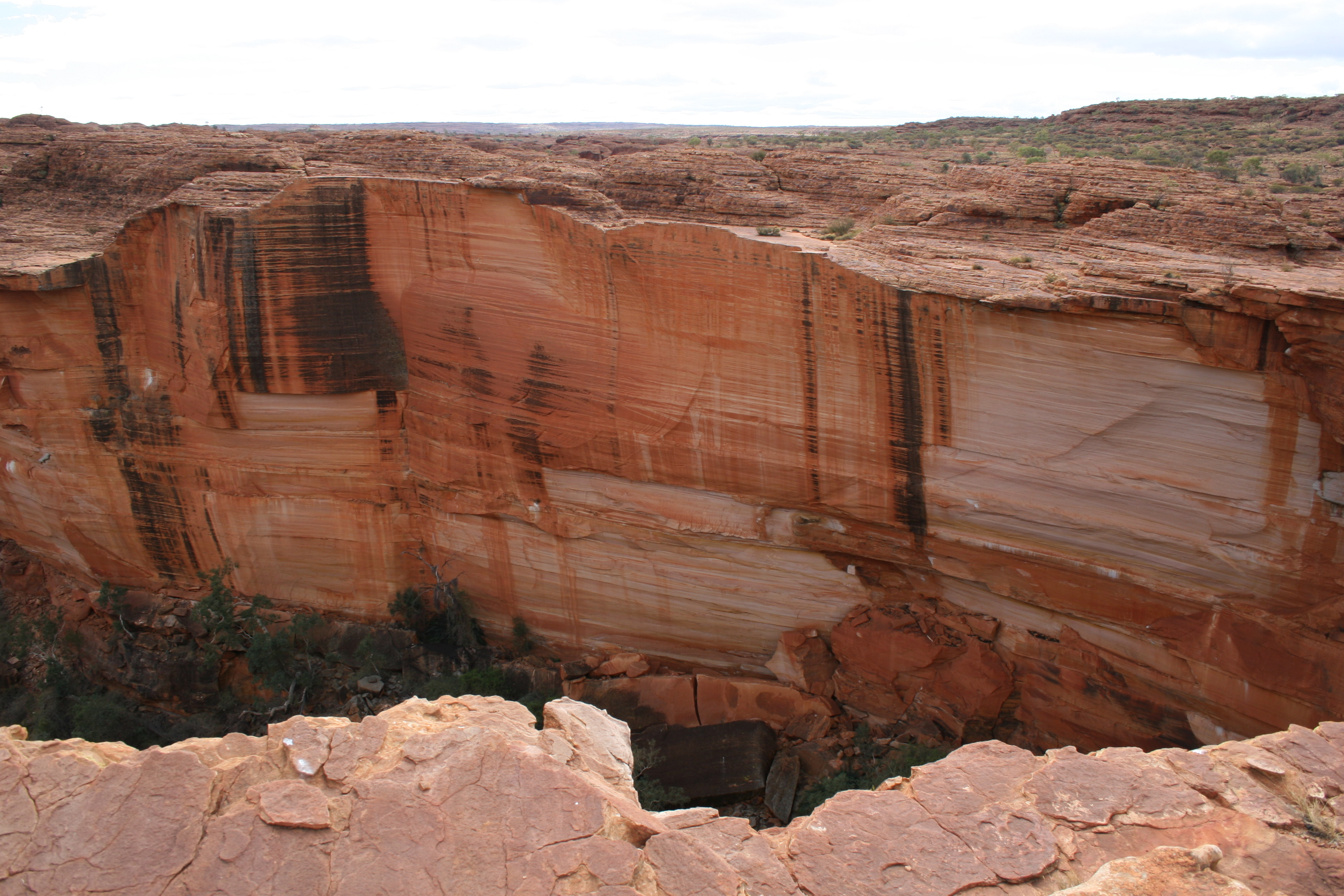
A Kings Canyon

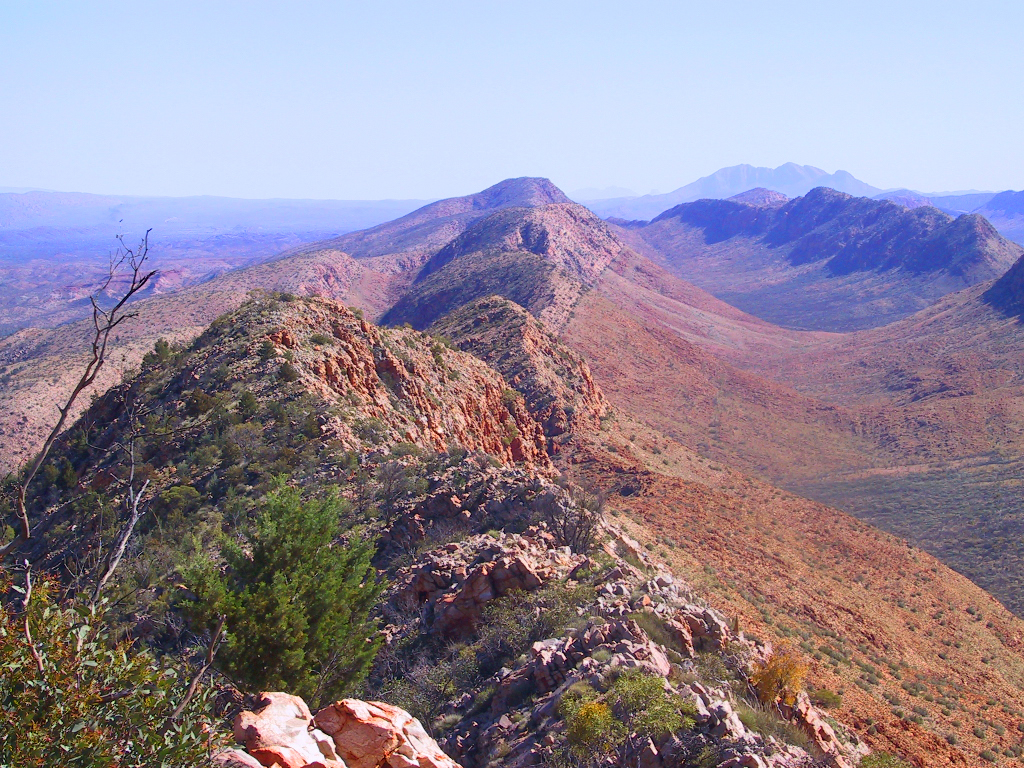
Jellegzetes táj a MacDonnell-hegységben

A várostól távolabb számtalan természeti érték látható. Alice Springs a kiindulópontja többek között az alábbi, a várostól távolabbi nevezetességeknek:
- Simpson Gap, patak által vésett szurdokvölgy, 15 kilométer nyugatra a várostól
- Emily Gap, patakvölgy, néhány kilométerre keletre a várostól
- Jesse Gap, patakvölgy, néhány kilométerre keletre a várostól
- Mt Gillen hegység
- Standley Chasm, szurdokvölgy
- Gosses Bluff-kráter, meteoritkráter, az őslakók szent helye
- Ormiston Gorge, látványos patakszurdok
- Kings Canyon, Watarrka National Park, látványos völgy
- Kata Tjuta, látványos homokkő dombok sorozata
- Uluru, Ausztrália egyik legfőbb nevezetessége
- Henbury-krátermező, meteoritkráterek együttese
- Rainbow Valley, látványos hegység
- Old Ghan Heritage Trail, a régi vasút pályáját követő, több száz kilométeres földút

## Galéria

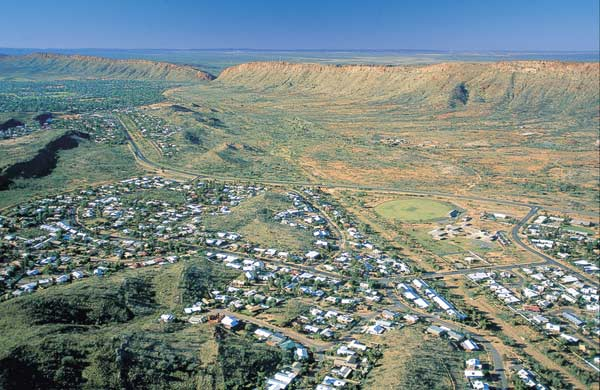
Légi felvétel
Panorámakép
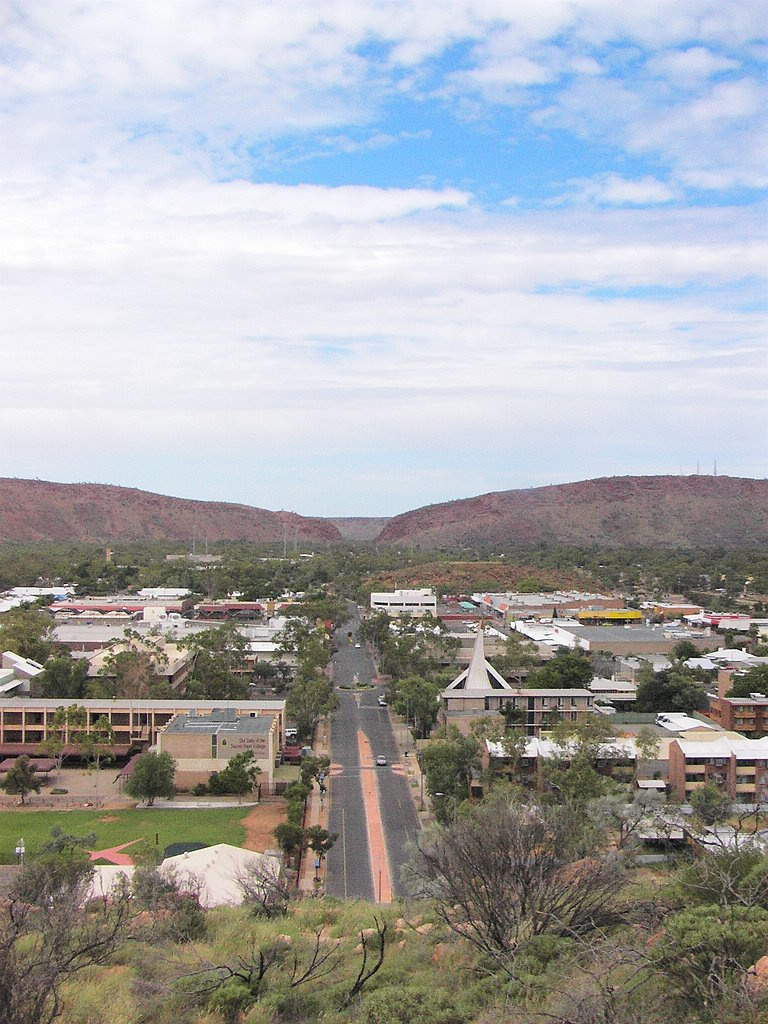
Utcakép

## Fordítás
Ez a szócikk részben vagy egészben  az   Alice Springs című angol Wikipédia-szócikk fordításán alapul.  Az eredeti cikk szerkesztőit annak laptörténete sorolja fel. Ez a jelzés csupán a megfogalmazás eredetét és a szerzői jogokat jelzi, nem szolgál a cikkben szereplő információk forrásmegjelöléseként.